# 太霞乡
太霞乡，是中华人民共和国四川省南充市南部县下辖的一个乡镇级行政单位。2019年10月，撤销西河乡，将其所属行政区域划归太霞乡管辖。

## 行政区划
太霞乡下辖以下地区：
红花村、高河村、英雄村、南山村、西水村、前进村和先锋村，兴隆村、元柏村、铁炉村、高峰村、高山村、洪湖村和勤俭村。